# Federación de Fútbol de la ASEAN
La Federación de Fútbol de la ASEAN (en inglés, ASEAN Football Federation, AFF) es una subdivisión de países dentro de la Confederación Asiática de Fútbol del Sureste Asiático. La AFF fue fundada en 1984 por las naciones de Tailandia, Filipinas, Brunéi, Singapur, Malasia, Indonesia, Vietnam, Camboya, Laos y Myanmar.
En 1996, la federación dirigió la primera Copa del Tigre y desde entonces ha expandido su rol.
Hoy la AFF aún está expandiéndose con Timor Oriental uniéndose a la organización en 2004 y Australia, convirtiéndose en invitado tras unirse a la Confederación Asiática de Fútbol el 1 de enero de 2006, hasta que el 27 de agosto del 2013 se convirtieron en miembros de la Federación.

## Asociaciones
- Australia (2013)
- Birmania (1996)
- Brunéi (1984)
- Camboya (1984)
- Filipinas (1984)
- Indonesia (1984)
- Laos (1996)
- Malasia (1984)
- Singapur (1984)
- Tailandia (1984)
- Timor Oriental (2004)
- Vietnam (1996)

## Clasificación Mundial de la FIFA
La más reciente Clasificación mundial de la FIFA del 21 de octubre de 2021 muestra a los equipos de la AFF:

| Puesto Ranking FIFA | País           | Puntos | Cambio |
| ------------------- | -------------- | ------ | ------ |
| 34.º                | Australia      | 1489   | 2      |
| 98.º                | Vietnam        | 1222   | 3      |
| 117.º               | Tailandia      | 1148   | 5      |
| 127.º               | Filipinas      | 1131   | 2      |
| 145.º               | Birmania       | 1057   | 1      |
| 155.º               | Malasia        | 1034   | 1      |
| 160.º               | Singapur       | 1000   | 0      |
| 165.º               | Indonesia      | 985    | 10     |
| 170.º               | Camboya        | 970    | 8      |
| 185.º               | Laos           | 912    | 1      |
| 189.º               | Brunéi         | 903    | 1      |
| 194.º               | Timor Oriental | 879    | 0      |

## Competencias
- Campeonato de Fútbol de la ASEAN
- Campeonato sub-19 de la AFF
- Campeonato sub-16 de la AFF
- Campeonato Femenino de la AFF
- Campeonato Femenino sub-16 de la AFF
- Campeonato futsal de la AFF
- Campeonato de Clubes de la ASEAN
- ASEAN Football Championship
- Campeonato de Clubes Mekong
- Campeonato de la ASEAN de Fútbol Playa
- Campeonato de la AFF de Futsal
- Campeonato de clubes de futsal de la AFF